# Eladio Benítez
Eladio Benítez Amuedo (Montevideo, 24 febbraio 1939 – 23 ottobre 2018) è stato un calciatore uruguaiano, di ruolo centrocampista.

## Carriera

### Nazionale
Ha complessivamente collezionato 7 presenze con la maglia della Nazionale.